# El destino no tiene favoritos
El destino no tiene favoritos es una película peruana del 2003 escrita y dirigida por Alvaro Velarde y protagonizada por Angie Cepeda. El primer largometraje de Velarde, consiste en una sátira a los estereotipos y fórmulas melodramáticas de las telenovelas.
La película había sido seleccionada para representar a Perú en la categoría de «mejor película iberoamericana» de la 18.ª edición de los Premio Goya, pero no fue nominada.

## Sinopsis
Una familia aristocrática venida a menos alquila su extenso jardín para la grabación de una telenovela. Ana, la dueña de la casa, se presenta al casting y obtiene un rol antagónico. Sin embargo, ante el equipo de producción oculta su verdadera identidad, por lo que les pide a sus empleadas que guarden el secreto. Ellas aceptan a cambio de un chantaje: aparecer también en la telenovela.

## Reparto
- Angie Cepeda - María
- Celine Aguirre - Magda
- Tatiana Astengo - Oliva
- Bernie Paz - Alejandro
- Monica Steuer - Ana
- Javier Valdéz - Ernesto
- Paul Vega - Nicolás
- Elena Romero - Virtudes
- Rebeca Ráez - Martina

## Premios
Tatiana Astengo ganó el premio a Mejor Actriz en el Festival de Cine de Lima y en el Festival Internacional de Cine de Comedia de Móstoles.